# Herència
|  | Per a altres significats, vegeu «Herència (desambiguació)». |

L'herència és el conjunt de propietats, drets i patrimoni llegats després de la defunció d'una persona física. El mecanisme de transmissió de l'herència es regula de forma genèrica en molts codis civils com es realitza en absència d'un testament. En sentit planer són les possessions que passen de pares a fills, quan els primers moren. A Catalunya hi ha la tradició que el fill gran sigui l'hereu o pubilla i el segon el cabaler. Això vol dir que el gran es queda l'herència i el segon rep uns diners amb els quals pot fer el que vulgui, antigament aquest era el que marxava del mas mentre el gran era l'encarregat de mantenir la casa i les terres pel seu fill.